# Харбей (река)
Харбей — река в Приуральском районе Ямало-Ненецкого АО. Образована слиянием истоков: Малый Харбей слева и Большой Харбей — справа, впадает в озеро Большой Харбейский Сор. Длина реки 59 км, площадь водосборного бассейна — 1410 км².

## Данные водного реестра
По данным государственного водного реестра России относится к Нижнеобскому бассейновому округу, водохозяйственный участок реки — Обь от города Салехард и до устья, речной подбассейн реки — бассейны притоков Оби ниже впадения Северной Сосьвы. Речной бассейн реки — (Нижняя) Обь от впадения Иртыша.
Код объекта в государственном водном реестре — 15020300212115300033657.